# بوينغ واي بي-9
بوينغ واي بي-9 (بالإنجليزية: Boeing YB-9)‏ طائرة قاذفة قنابل أحادية السطح، وكانت أول طائرة مبنية بالكامل من المعادن، صممت لطيران الجيش الأمريكي . وهي عبارة عن تغيير موسع من طائرة النقل التجاري بوينغ طراز 200.

## المشغلون
الولايات المتحدة
- الفيلق الجوي للجيش الأمريكي.

## مواصفات (Y1B-9A)
البيانات من United States Military Aircraft since 1909
الخصائص العامة
- الطاقم: 4
- الطول: 52 قدم 0 بوصة (15.85 متر)
- باع الجناح: 76 قدم 10 بوصة (23.42 متر)
- الارتفاع: 12 قدم 0 بوصة (3.66 متر)
- مساحة الجناح : 954 قدم² (88.7 متر²)
- الوزن فارغة: 8,941 رطل (4,064 كغم)
- وزن الإقلاع الأقصى: 14,320 رطل (6,500 كغم)
- محرك الطائرة: 2 × برات آند ويتني آر-1860 هورنيت بي محرك شعاعي, 600 حصان (448 كيلوات)  الواحد

الأداء
- السرعة القصوى: 188 ميل في الساعة (163 عقدة، 302 كم/ساعة) على ارتفاع 6,000 قدم (1,830 متر)
- سرعة العبور: 165 ميل في الساعة (143 عقدة, 265 كم/ساعة)
- مدى (طائرة): 540 ميل (470 ميل بحري، 869 كم)
- سقف الخدمة: 20,750 قدم (6,325 متر)
- معدل الصعود: 900 قدم/دقيقة (4.6 متر/ثانية)

### فهرس
- Baugher, Joe. "Boeing B-9". Encyclopedia of American Aircraft, 10 September 2002. Retrieved: 7 July 2010.
- Bowers, Peter M. Boeing Aircraft since 1916. London: Putnam, 1989. (ردمك 0-85177-804-6).
- Jones, Lloyd. U. S. Bombers. Fallbrook, CA: Aero Publishers, 1974. (ردمك 0-8168-9126-5).
- Pelletier, Alain. "End of the Dinosaurs: Boeing's B-9, Breaking the Bomber Mold". Air Enthusiast, Volume 101, September/October 2002, pp. 44–49.
- Swanborough, F. G. and Peter M. Bowers. United States Military Aircraft since 1909. London: Putnam, 1963.
- Wagner, Ray. American Combat Planes. New York: Doubleday, 1982. (ردمك 0-930083-17-2).

## روابط خارجية
- "Advent of the All-Metal Airplane," USAF Museum
- Boeing B-9 history
- "New Boeing "Death Angel" to be World's Fastest Bomber", Modern Mechanics
- "Plane Built Like Albatross Latest Army Bomber", Popular Mechanics, July 1932